# 大長今 (電視劇)
《大長今》（：／ Dae Janggeum），為韓國MBC於2003年9月15日至2004年3月30日間播出的創社42週年月火連續劇，由李丙勳導演執導、金榮昡編劇執筆，女主角長今由李英愛飾演。此劇在亞洲各地播放时掀起「長今熱」，随带引发韓劇观剧熱潮，全球超過90個國家播出此劇，在世界各地傳播韓國傳統文化並掀起了韓流。此劇的製作費約70億韓元，韓國國內廣告和海外出口獲得了380億韓元的收益，電視劇生產誘導效果高達1119億韓元，拍攝地及大長今公園也成为東亞旅客遊韓熱點。

## 故事背景概要
本剧改编自同名小说，以朝鮮王朝第11代國王中宗時期的一位名叫長今的醫女为主线，铺陈展开剧情。
徐长今（以下简称长今）是原宫廷内御膳厨房（水剌间）的内人朴明伊和原宫廷军官徐天寿之女，童年因种种复杂过往接连失去双亲，被待令熟手姜德久夫妇收养，并借由给后来成为君主的中宗送酒而进入宫廷，成为御膳房的小宫女。早期训练结束后，长今被安排给尚宫韩爱钟进行教育和培养，因为吃苦耐劳、聪颖好学及韩尚宫的悉心教导，长今在御膳房练就出不凡的烹饪技能。但天有不测风云，因竞争御膳房的领导权等种种原因，长今师徒与尚宫崔成琴及其家族一直龃龉不断，并被其借机罗织罪名流放他乡，韩尚宫亦因此客死異鄉。在流放地，长今遇到了医女张德等人，逐渐开始研修医学，并在接受培训后回到宫廷，成为内医院的医女。在宫中行医的同时，长今也与势力巨大的崔氏集团展开了激烈斗争，最终将其击垮，并得以将母亲和韩尚宫蒙冤而死之事大白于天下。此外因医术精湛，徐长今也受到中宗和王后的赏识，以女性之身被任命为皇帝的主治医官，赐名“大长今”，也和文武双全的朝廷官员闵政浩组成了幸福的家庭。
全劇橫跨朝鮮第9代國王成宗至13代國王明宗時代，以長今的故事為主軸，結合了當時所發生的歷史事件，但政治方面著墨不多以賜死廢妃尹氏及燕山君發起甲子士禍作為故事開端，童年長今在不知情的情況下參與中宗反正的聯絡工作。後期不難看出儒臣們勢力大到能使國王屈服，亦能興起黨爭。中宗的文定王后非常著急其子（即明宗）的病情，可顯示文定王后所面對的宮廷鬥爭非常厲害。
值得一提的，為了在劇中推廣朝鮮宮廷御膳文化，歷代朝鮮宮廷尚膳也經劇組改編後，亦巧妙地一同出現在劇中；如蕩平菜、神仙爐、炆軟春雞、駝酪粥等。由於大長今劇中對韓食及傳統中醫的巧妙詮釋，食養文化得以引起世人的廣泛關注。

## 角色及演員列表

### 主角周遭
| 角色                           | 演員                  | 粵語配音 | 國語配音              | 國語配音              | 新版演員   | 人物關係/特質/職務/命運 |
| 角色                           | 演員                  | 粵語配音 | 八大戲劇              | Oh!K                  | 新版演員   | 人物關係/特質/職務/命運 |
| 徐長今                         | 李英愛 趙廷恩（童年） | 程文意   | 魏晶琦 楊凱凱（童年） | 鄭仁麗 郭馨雅（童年） | 唐田英里佳 | • 本剧女主角。徐天壽、朴明伊之女；姜德久、羅州宅之养女；闵政浩之妻，闵晓贤之母。 • 聪明伶俐，经历异常坎坷但性格坚韧。好奇心强，吃苦耐劳，好学，做事认真细致但不缺魄力与胆识。心性善良正直，同情关怀弱者，重感情。在厨艺和医术上均有较高造诣，对不光彩的竞争手段不以为然。 • 父亲所遇预言師口中的第三個女人（被“好”字所象征），在集市上因不慎说出父亲真实身份导致父亲被官府带走 • 母亲逝世后借由给未登基的中宗送酒而入宮，剧情前期和中期為御膳房小宫女及內人，與崔今英、李連生、尹令路、盧昌伊同期進入御膳房受訓，通过考试后被分配给韩尚宫 • 因曾在野外救助受伤的閔政浩而与其相识，后相恋，因此被崔今英所记恨。最终与闵政浩结婚，生有一女闵晓贤。 • 与李連生关系尤其好，内人时期曾与今英、阿昌交好 • 曾因擅自離宮而被流放到多栽軒，在此成功培植百本，并结识了郑云白主簿 • 因硫磺鸭子事件与韩尚宫一起蒙冤遭受逆謀指控，繼而被贬為官婢流放濟州，自此转变主业专攻医术 • 成为使喚醫女后回宫，后成為正式醫女，並先後成為文定王后和李淑媛（连生）的近身醫女 • 于崔氏一族倒台后恢复身份，短暫担任御膳房最高尚宮，并完成母亲遗愿 • 曾被中宗心儀 • 后期因高超医术被中宗力排众议命為正三品堂上官、擔任中宗的主治醫官，並下賜“大長今”的稱號 • 中宗去世前下達密令将其送出宮外避险，后由已是太后的文定王后召回並恢復身份 |
| 閔政浩                         | 池珍熙                | 陳欣     | 宋克軍                | 黃天佑                | 坂口健太郎 | • 本剧男主角，精于武功 • 與長今相戀并结婚，不断助力长今应对对手 • 崔今英自童年起的暗戀對象 • 閔曉賢之父 • 前內禁衛從事官副官 • 前全羅道水營濟洲鎮水軍萬戶 • 曾任同副承旨兼內醫院副提調 • 后期被彈劾流放，接受中宗密令帶長今離開宮廷 • 剧情最后被文定王后召回並恢復身份 |
| 崔今英                         | 洪莉娜 李世榮（童年） | 陳凱婷   | 鄭仁麗                | 許淑嬪                | 知英       | • 崔氏一族成员，崔成琴、崔判述的侄女 • 前期和中期為御膳房小宫女及內人，與徐長今、李連生、尹令路、盧昌伊同期進宫受训。 • 有相當的烹饪天赋，三歲就能做菜，也因為如此加上最高尚宮以及崔成琴偏袒的緣故，自入宮開始就得到不少特殊待遇，而且很早就開始幫忙製作膳食。 • 自童年起即爱慕闵政浩 • 本性雖然頗為自負但非惡人。童年少年曾与长今交好，后因闵政浩以及参与家族的对外斗争而决裂，倒向姑母一边，与长今为敌。但其性情留有余地，不如姑母一般狠毒与果断 • 在崔成琴成为提调尚宫后被破格提升为御膳房 最高尚宮 • 家族倒台后被革职，只身离开宫廷，自願流配到濟州去。 |
| 中宗                           | 林湖                  | 潘文柏   | 魏伯勤                | 劉傑                  | 赤楚衛二   | • 朝鮮王朝第十一代國王，原为晋城大君，在燕山君被废后继位 • 体弱多病，曾患眼疾失明，后被长今治愈 • 在宮中初遇連生，並對他有好感，而納為後宮，后期对長今有好感 • 剧情后期病逝，其世子即位不久后也病逝 |
| 韓愛鐘 （原著：韓白英/韓白榮） | 梁美京                | 陸惠玲   | 鄭仁麗                | 龍顯蕙                | 木南晴夏   | • 生于贱民家庭，與崔成琴、朴明伊同期進入御膳房受訓，童年与崔成琴、朴明伊关系良好。内人时期与明伊关系极好，曾于明伊遭受私刑之时出手救其命。 • 性格稳重、富有耐心、懂得教育之道，但不善复杂环境中的变通与斗争 • 前期和中期為御膳房尚宮，受到丁尚宫赏识，并负责培养长今 • 因在第二次和第三次厨艺競賽中取得胜利，升為御膳房最高尚宮，并与长今相认与其母亲的关系，进而牵出崔成琴和其姑母的昔日不法之事，为接下来的无妄之灾埋下伏笔 • 因硫磺鴨子事件被崔成琴一党设计构陷犯有逆謀罪行，在与长今一起前往濟州做官婢的途中去世，遗体被草草掩埋在路边。 |
| 崔成琴                         | 甄美里                | 黃麗芳   | 陳美貞                | 郭馨雅                | 夏沇秀     | • 原御膳房最高尚宫侄女，崔判述之妹，崔今英的姑母与所属尚宫，与韩爱钟、朴明伊同时入宫受训并曾是好友，其家族连续五代掌控御膳房最高尚宫之位 • 前期和中期為御膳房尚宮，与韩爱钟、丁未今、徐长今、閔政浩、左贊成、閔美琴、李連生、昌伊等人因竞争和利益衝突而不睦和敵對 • 本性恶人，曾极力抵触家族交付的利用膳食危害仁粹大妃之举，最后仍然付诸行动，但被朴明伊发现并举报 • 构陷朴明伊导致其被私刑暗害后，因被良心谴责哭泣受到姑母训导，逐渐变得狠毒、阴险、贪婪，不择手段地为自己和家族攫取权力与财富，对妨碍其利益的人和事果断出手斩草除根，但对崔今英真心栽培与照顾 • 和哥哥崔判述勾结原提调尚宫、吴兼护、郑允寿、尹莫介等人形成集团牟利并不断设计陷害徐长今、韩爱钟、丁未今等利益冲突者 • 在前提调尚宫安排下曾于郑尚宫出宫期间暫代御膳房最高尚宫 • 在韩爱钟成为最高尚宫后接连被贬到醬庫、太平館。在此期间发觉徐长今与朴明伊之关系，因惧怕先前毒害仁粹大妃之事暴露而痛下决心要彻底铲除徐长今与韩爱钟 • 利用硫磺鸭子事件将徐长今与韩爱钟逐出宫廷后正式成为御膳房最高尚宮。随后不久又设计将原提调尚宫赶出宫外并取代其位，将御膳房最高尚宫之位在争议中传给年纪尚轻的崔今英。 • 第二次到访朴明伊的墓地后墜崖身亡                                                                                                   |
| 李連生 （淑媛李氏）            |                       | 曾秀清   | 楊凱凱 魏晶琦（童年） | 郭馨雅 鄭仁麗（童年） | 櫻田日和   | • 前期和中期為御膳房小宫女及內人，與崔今英、徐長今、尹令路、盧昌伊同期受訓，后分配到丁未今处 • 自童年起便与徐长今交好，是徐長今的重要好友，自始至终不离不弃 • 于剧情中期被中宗寵幸而成為承恩尚宮 • 懷孕后成為從四品淑媛，中宗死後晉封正四品昭媛 |
| 姜德久                         | 林玄植                | 林保全   | 符爽                  | 劉傑                  | 古田新太   | • 羅州宅之夫 • 姜一道（死於瘟疫）、姜二道（死於瘟疫）之父 • 徐長今之養父 • 與妻子開設酒坊，宫外待令熟手 |
| 羅州宅                         | 琴寶羅                | 雷碧娜   | 魏晶琦                | 馮友薇                |            | • 姜德久之妻 • 姜一道（死於瘟疫）、姜二道（死於瘟疫）之母 、徐長今之養母 • 本名春香 • 與丈夫開設酒坊，略贪财，曾向问路的朴明伊伸手要价 |
| 崔判述                         | 李熙道                | 梁志達   | 宋克軍                | 康殿宏                |            | • 巨大商團之首領，崔氏一族成员，家底殷实。是崔今英的伯父、崔成琴之兄。 • 心狠手辣、诡计多端、贪财 • 与吴兼护、崔成琴等人因利益而勾结 • 参与谋划数次针对韩爱钟和徐长今的陷害 • 倒台后被杖责并流配到咸鏡道（今北韓境內）做官役，于途中气绝身亡，商團財產亦被全數收归国有 |
| 徐天壽                         | 朴贊煥                | 張炳強   | 李香生                | 劉傑                  | 藤岡靛     | • 徐長今之生父，前大內別監，处死废妃尹氏的执行人 • 在燕山君为母报仇而发动的清洗运动（甲子士禍）中，因长今在闹市无意间将真实身份说漏嘴被官兵抓走，從此下落不明 • 預言師預言他將會遇到三個女人，第一個女人會被他殺害，但并没有死（“妗”字，代表这一日遇到的廢妃尹氏，燕山君之母），第二個女人被他救活，但最後會因他而死（“顺”字，代表在河边发现的朴明伊），第三個女人會殺了他，但會救活很多人（“好”字，代表与明伊的女儿徐長今）。 |
| 朴明伊                         | 金慧渲                | 曾佩儀   | 陳美貞                | 馮友薇                |            | • 徐天寿之妻，徐長今之生母，被徐天寿救于河边，后两人结婚生下徐长今 • 出生於家道中落的士大夫家族 • 前御膳廚房內人，與崔成琴、韓愛鐘同期進宫，三人曾是好友 • 預言師口中的第二個女人（被“顺”字所指） • 因上报无意间发现的崔成琴的不法之举而遭到私刑杀害并弃于河边，但被韩爱钟设法保住性命。其后为营救丈夫而再度被崔氏一族发现并追杀，為了保護自己的女兒長今中箭身亡，並遺書交代給长今要成為御膳廚房最高尚宮长今埋葬于山洞。 |

### 內人生活（御膳房与宫廷）
| 角色                  | 演員                  | 粵語配音      | 國語配音 | 國語配音 | 人物關係/特質/職務/命運 |
| 角色                  | 演員                  | 粵語配音      | 八大戲劇 | Oh!K     | 人物關係/特質/職務/命運 |
| 慈順大妃 （中宗太后） | 嚴侑信                | 袁淑珍        | 陳美貞   | 馮友薇   | • 王大妃，中宗大王之母 • 曾罹患腳氣病，被长今治愈 • 曾于长今在晋升内人考试面临淘汰的关头出面，使长今免于被逐出宫廷 |
| 文定王后 （中宗王后） | 朴貞淑                | 黃玉娟        | 楊凱凱   | 許淑嬪   | • 中宗第三任王后，庆源大君生母，庆源大君即位后成为太后。面临复杂的宫中政治局面有一定心计与手段 • 欣賞徐長今的手藝和醫術，屡屡出手保护长今，但也曾以此为由要求长今利用医术暗害对其地位构成威胁的世子 |
| 丁（郑）末今          | 呂運計                | 林丹鳳        | 魏晶琦   | 雷碧文   | • 前醬庫尚宮，出身于士大夫家庭，原本不慕名利，与世无争，喜欢吟诗作对，是负责培育连生的尚宫。 • 受提调尚宫举荐成为御膳房最高尚宮，实则被视为填补崔氏一族培育接班人留下的空档的傀儡，并不断受到提调尚宫和崔尚宫的压制和陷害 • 深藏优秀厨艺而不露，为人正直，厌恶歪风邪气，不愿受人摆布，曾在上任后不久当面取消了对崔今英的特殊照顾，引发崔成琴嫉恨。其欣赏有真正实力的人，钟意传位给韩尚宫 • 被崔成琴联合提调尚宫等人设计离开宫廷后不久去世 |
| 尹莫介                | 羅聖均                | 林國雄        | 李香生   | 周寧     | • 前大內別監 • 尹令路之叔父 • 与崔氏一党勾结，在崔判述商團幫助下開設妓院 |
| 尹令路                | 李葉璽                | 朱妙蘭        | 陈美贞   | 雷碧文   | • 尹莫介侄女，和崔今英、李连生、徐长今、卢昌伊一同入宫受训，前期和中期為御膳房小宫女和內人，後成為尚宮。 • 尖酸刻薄、自私自利、贪婪，喜欢仗势欺人，视长今为眼中钉 • 效忠崔氏一族，曾参与硫磺鸭子事件的具体行动 • 在崔成琴成為提調尚宮後亦被破格提升為尚宮 • 曾于自身难保时贿赂长今以谋求提调尚宫之位遭拒 • 最后因投靠他人的嫌疑而被崔氏一族派人在野外殺害 |
| 吳兼護                | 趙卿煥                | 源家祥        | 李香生   | 黃天佑   | • 朝廷官员，曾擔任同副承旨，为中宗入宫即位的重要推手，其後升任右相兼內醫院都提調 • 贪婪腐败成性，涉多起不法案件 • 與崔氏一族因利益勾結，是负责调查硫磺鸭子事件的官员。曾欲置徐长今与韩爱钟于死地，但因被抓到所犯罪行的把柄而作罢，改为发落二人为官婢 • 因內醫正遗书事件，为求自保而與崔家決裂 • 最终被革職並流配到黑山島 |
| 朴容信                | 朴贞洙                | 雷碧娜        | 鄭仁麗   | 馮友薇   | • 原为提调尚宫，是宫中职位最高的宫女 • 为人阴险贪婪，气量狭小，心计深重，愛慕虛榮。与崔氏一族、吴兼护等人勾結牟利，参与硫磺鸭子事件 • 曾在小宫女的训育考核中故意出难题刁难长今，但均被正确回答，故将长今分配给韩尚宫 • 在崔家因前任最高尚宫突然退位而无法推出继任人选时举荐丁（郑）未今为御膳房的最高尚宫。实则视其为傀儡，藐视其地位，多次出手打击暗害，甚至将本应交给丁未今的最高尚宫秘册交给崔成琴，但后来都被丁发觉并予以反制 • 硫磺鸭子事件后安排崔成琴成为御膳房最高尚宫，但不久后被崔成琴反手算计，因私自在宫中開宴會之罪名而被革職赶出宫外，自此与崔家反目 • 早年收養朴烈伊及其姐妹，对其有救命之恩。被陷害后安插朴烈伊并联合吴兼护向崔尚宮一族复仇 |
| 閔美琴 （闵桂烈）     | 金昭怡                | 周文瑛        | 楊凱凱   | 雷碧文   | • 前御膳房內人，后成为尚宮，负责教育卢昌伊。性格单纯直率，与徐长今、韩爱钟、李连生、丁未今等人交好 • 在崔成琴掌控御膳房后与卢昌伊一起接连被贬至退膳间、針房、繡房、洗踏房等地，后成為大殿至密尚宮。在李淑媛（李連生）懷孕後成為其處所的至密尚宮 • 不齿崔成琴一党所为，曾对崔成琴使小动作，并在其东窗事发后现身举证 • 在剧情最后經选拔回到御膳房成为最高尚宮 |
| 盧昌伊                | 崔慈慧 朱多英（童年） | 林元春        | 魏晶琦   | 龍顯蕙   | • 前期和中期為御膳房小宫女及內人，與崔今英、李連生、徐長今、尹令路同期受訓，后分配给闵尚宫。与韩爱钟、徐长今交好 • 一度在崔氏把控御膳房後随闵尚宫一起被发配至針房、繡房、洗踏房。連生懷孕後，与闵尚宫成為其處所宫女 • 喜歡吃東西，剧集最后成為御膳房尚宮 |
| 張尚膳                | 申國                  | 鄺樹培→李錦綸 | 魏伯勤   | 周寧     | • 內侍府官員 • 鄭尚宮和韓尚宮之好友 • 在長今成為醫女期間多次協助長今对抗崔尚宮等人。 |
| 調方                  | 李惠尚 蔡素英(童年)   | 梁少霞        |          |          | • 前期為御膳房小宫女及上監內人，年紀還比今英大 • 負責教導崔今英、李連生、徐長今、尹令路，語氣粗暴 |

### 醫女生活
| 角色              | 演員   | 粵語配音 | 國語配音 | 國語配音 | 人物關係/特質/職務/命運 |
| 角色              | 演員   | 粵語配音 | 八大戲劇 | Oh!K     | 人物關係/特質/職務/命運 |
| 張德              | 金麗珍 | 曾秀清   | 鄭仁麗   | 許淑嬪   | • 濟洲醫女，徐長今的醫術啟蒙師父，大多數人稱她首醫女 • 身世淒慘，出生於兩班貴族，其母在燕山朝遭採紅駿使掠走，父母雙雙自殺，其家隨後更蒙冤而被貶為官婢 • 恢復身份後定居漢陽並開設醫館又協助長今去活人署治病。 • 以毒蟲治病和醫治牙齒出名 |
| 鄭允壽            | 全仁澤 | 招世亮   | 魏伯勤   | 劉傑     | • 內醫院食醫，後來成為內醫正，与朴烈伊有暧昧关系 • 與長今在共同照顧文定王后的褓姆尚宮時認識，曾于徐长今回宫成为医女后與崔家勾結，帮助铲除长今 • 自中宗中毒事件發生後與崔家決裂，从而遭到暗害，后被闵政浩出于保护之目的谎称自杀 • 最终被革職，收回醫簿，与朴烈伊一起离开宫廷                                                                                                 |
| 申益弼 （申益必） | 朴垠樹 | 翟耀輝   | 宋克軍   | 周寧     | • 徐長今的醫女受訓時的師父，被其尊稱為老師 •對長今格外嚴厲，一開始就因為長今在尚未成為醫女之前就擅自為士大夫的兒子看病而给了她不通，之後儘管長今在考試時表現出色仍給她不通，但其實他是擔心長今會因為自己比別人出眾的知識而自滿甚至驕傲，導致診治時沒有仔細觀察病人的症狀而犯下大錯 • 典醫監教授 • 先後任職於內醫院主簿、僉正，後來成為內醫正 • 曾因診斷失誤而令禮判大人丧生 |
| 鄭雲白            | 孟床訓 | 張炳強   | 符爽     | 康殿宏   | • 因為愛喝酒被貶為多栽軒主簿，在此初遇徐长今 • 曾为徐长今施蜂针，使长今恢复味觉 • 剧情中后期成为內醫院主簿，在崔家倒台後成為內醫院判官 • 在濟州島時意外與長今重逢，但他認為醫術應該是用來救人而不應該成為害人的工具，因此剛開始十分反對長今成為醫女。 |
| 趙治福            | 池相烈 | 陳永信   | 李香生   | 康殿宏   | • 內醫院奉事 |
| 朴烈伊 （阿烈）   | 李世恩 | 鄭麗麗   | 鄭仁麗   | 龍顯蕙   | • 內醫院醫女，嫉妒徐長今，视其為对手，得知崔氏一族欲铲除長今而與之勾結 • 曾故意把连生的风热病说成是血虚，让连生吃下不应吃的食物，企图造成连生小产 • 小時候与弟妹一起被朴容信收養。朴容信被陷害后听从其指示向崔家報仇 • 與鄭允壽有曖昧關係 • 崔氏集团倒台后被革職，收回醫簿，与郑允寿一起离宫                                                                                |
| 信非              | 韓志旼 | 梁少霞   | 鄭仁麗   | 郭馨雅   | • 與長今、調同及草福同期接受醫女訓練，並一同進入內醫院當使喚醫女，两人交好 • 剧集结尾成為文定太后的內醫女。 |
| 銀菲              | 李承雅 | 陸惠玲   | 陳美貞   | 馮友薇   | • 內醫院醫女 • 曾親近朴烈伊而排斥長今，後與長今和好 • 剧集结尾成為內醫女 |
| 非先 （妃善）     | 金敏姬 | 曾佩儀   | 陳美貞   | 龍顯蕙   | • 內醫院內醫女 • 剧集结尾成為御醫女 |
| 草福              | 全秀娟 | 黃玉娟   | 楊凱凱   | 許淑嬪   | • 與長今及信非同期接受醫女訓練，但之後先到惠民署擔任使喚醫女，其後轉職到內醫院 |
| 調同              | 姜晶華 | 沈小蘭   | 鄭仁麗   | 馮友薇   | • 與長今及信非同期接受醫女訓練，但之後先到惠民署擔任使喚醫女，其後轉職到內醫院 |
| 桂金              |        | 朱妙蘭   |          |          | • 內醫院御醫女 |

## 主題曲

### 韓國版
| 曲序 | 曲目                            |                       | 作曲                  | 主唱                               |
| ---- | ------------------------------- | --------------------- | --------------------- | ---------------------------------- |
| 1.   | 《呼喚》（오나라，"Onara"）（主題曲） | 林世賢（Im Se-Hyeon） | 林世賢（Im Se-Hyeon） | 金智賢（김지현）、白寶賢（백보현）及金露姬（김슬기） |

| 曲序 | 曲目                                 | 演唱                              |
| ---- | ------------------------------------ | --------------------------------- |
| 1.   | 《何茫然》（，"Hamangyeon"）（插曲） | 意大利高音演唱家亚历山德罗·沙费纳 |

### 臺灣版
八大戲劇台
| 曲序 | 曲目                                       |        | 作曲     | 编曲   | 主唱   |
| ---- | ------------------------------------------ | ------ | -------- | ------ | ------ |
| 1.   | 《娃娃》（主題曲）                         | 施立   | 林世賢   |        | 張韶涵 |
| 2.   | 《接受》（片頭曲）                         | 阿管   | 林毅心   |        | 梁靜茹 |
| 3.   | 《白月光》（片尾曲）                       | 李焯雄 | 松本俊明 |        | 張信哲 |
| 4.   | 《最初的夢想》（2004年重播片頭曲）         | 姚若龍 | 中島美雪 | 陳偉   | 范瑋琪 |
| 5.   | 《尋找》（2004年重播片尾曲）               | 施立   | 伍思凱   | 洪敬堯 | 范瑋琪 |
| 6.   | 《難過的我問快樂的我》（2012年重播片頭曲） | 林夕   | 康康     |        | 康康   |

華視
| 曲序 | 曲目                               |        | 作曲   | 演唱   |
| ---- | ---------------------------------- | ------ | ------ | ------ |
| 1.   | 《原諒我就是這樣的女生》（片尾曲） | 戴佩妮 | 戴佩妮 | 戴佩妮 |

### 香港版
| 曲序 | 曲目                     |        | 作曲   | 编曲   | 主唱   |
| ---- | ------------------------ | ------ | ------ | ------ | ------ |
| 1.   | 希望（粵）（主題曲）     | 鄭櫻綸 | 林世賢 |        | 陳慧琳 |
| 2.   | 思念（插曲、陳慧琳版本） | 鄭櫻綸 | 林世賢 | 褚鎮東 | 陳慧琳 |
| 3.   | 思念（插曲、林保怡版本） | 鄭櫻綸 | 林世賢 | 褚鎮東 | 林保怡 |

### 中国大陆正式授权版
| 曲序 | 曲目               |        | 作曲   | 主唱 | 备注 |
| ---- | ------------------ | ------ | ------ | ---- | --- |
| 1.   | 《呼唤》（主題曲） | 李文君 | 林世賢 | 汤灿 | 但是《大长今》中国大陆播出机构湖南卫视却在宣传中使用未经授权由《超级女声》2005年度前五名（李宇春、周笔畅、张靓颖、何洁、纪敏佳）主唱的另一个版本《希望》，结果引起了版权争议。 |

## 原聲帶
1. 고원 (高原)
2. 창룡 (蒼龍)
3. 하망연 (何茫然) Hamangyeon - feat. Safina
4. 오나라 II
5. 0815 (空八一五)
6. 연밥
7. 덕구
8. Hamangyeon feat. Safina
9. APNA
10. 다솜
11. 비 (悲)
12. 단가 (短歌)
13. 연도 (烟濤)
14. 오나라 I
15. The Legend Becomes History
16. 자야오가 (子夜吳歌) Techno Ver.
17. 하망연 (何茫然) Hamangyeon-Instrumental

## 各地電視台播出
| 所在地         | 頻道                          | 備註 |
| -------------- | ----------------------------- | --- |
| 臺灣           | 八大電視                      | 於2004年5月18日在GTV戲劇台首播華語配音版。2009年8月20日，華視首播雙語版《大長今》，主聲道為華語配音，副聲道為韓語原音。 |
| 日本           | NHK衛星第2頻道                | 亦於2004年10月開始播放日語配音版，日文名稱為《宮廷官女長今的誓言》（宮廷女官チャングムの誓い）。2009年於TBS電視台播放，為第一部在日本兩個無線電視台播出的韓劇。 |
| 香港           | 無綫電視                      | 則於2005年1月24日至5月1日在翡翠台播出，並利用麗音廣播技術作粵語、韓語同步播放。2007年12月25日起在17:55、2012年7月3日14:50於翡翠台重播。無綫收費電視於2006年5月中在無綫劇集台播出《大长今》「足本版」（不經刪剪）。 香港有線電視2005年7月9日向香港高等法院申請禁止電視廣播有限公司（TVB）旗下的無綫收費電視在未經招標的情況下直接取得《大長今》無綫電視配音版本的播放權，法院最後判發出臨時禁制令，廣播事務管理局裁定合法；有線不服，稱會向特首上訴。法庭禁制令時限於2006年5月1日屆滿，無綫收費電視安排於5月中播出《大長今》完整版。 |
| 香港           | 華娛衛視                      | 2006年时购下了《大长今》在广东地区的播映权。 |
| 中华人民共和国 | 湖南衛視                      | 以重金獨家買斷了《大長今》在中國大陸的播出權及音像製品權，在2005年9月1日播出，其使用的配音是GTV戲劇台播出的版本。 |
| 中华人民共和国 | 广州电视台                    | 2006年时购下了《大长今》在广东地区的播映权。 |
| 马来西亚       | 八度空间                      | 在2004年底在无线电视播放華語版，并于2005年中重播。寰宇电视（Astro）于2005年中在旗下的Astro华丽台播放TVB粵语版。 |
| 新加坡         | 星和娱家戏剧台                | 於2005年7月8日首播雙語版，主聲道為華語配音，副聲道為韓語原音, 并配有中英文字幕。新傳媒U頻道於2006年3月14日黃金時段22:00首播雙語版，并於同年9月9日黃金時段19:30重播。《大長今》成為新傳媒歷史中，唯一一部在黃金時段重播的劇集。 |
| 泰國           | 泰國第3電視台                 | 於2005年10月播放，配有中文字幕。 |
| 美国           | 國家廣播公司 電視廣播有限公司 | 2007年，购进北美地区播映权。 2009年在美國的無線電視播放。 |

## 收視率

### 韓國收視奇蹟
- 2003年9月15日起，在韓國播放期間收視率一直保持在50%左右，並以46.2%的平均收視率獲得2004年度收視之冠，尤其是2004年3月30日大結局時的收視率達到57.8%[10]，播放達七個月之久，直接收益100億韓元。更誇張的是，《大長今》播完後相當一段時間電視觀眾急劇減少，有人稱這種現象為「大長今後遺症」，因為《大長今》之後沒有可以和它媲美的電視劇出現，所以造成了收視率嚴重下滑。

### 台灣
- 2004年5月起，在台灣GTV戲劇台熱映3個月，最高收視率達6.22%，收視人口為143萬，不僅創下歷年來韓劇最高，躍居全台第一，甚至連三立台灣台本土劇《台灣龍捲風》也甘拜下風。2011年，《大長今》在台灣已重播多次，平均每年重溫不只1次，收視率仍打敗其它播出中的新韓劇。[11]

### 日本
- 2004年10月8日起，日本由NHK衛星第2頻道播放，前半部分的收視率就已經達到了《冬季戀歌》的二點五倍，打破了韓劇在日本的收視紀錄。

### 香港
- 2005年1月24日起，在香港無綫電視翡翠台晚上黃金時段播出，全剧平均收視36点，大結局平均收視47點，最高收視50點，收看觀眾人數多達235萬。

以下為本劇於香港無綫電視翡翠台之收視紀錄：
| 週次 | 集數  | 平均收視 | 最高收視 |
| 1    | 01-05 | 25點     | 30點     |
| 2    | 06-10 | 30點     | 32點     |
| 3    | 11-14 | 29點     | 32點     |
| 4    | 15-19 | 36點     | 38點     |
| 5    | 20-24 | 37點     | 39點     |
| 6    | 25-29 | 35點     | 37點     |
| 7    | 30-34 | 34點     | 36點     |
| 8    | 35-39 | 34點     | 36點     |
| 9    | 40-44 | 35點     | 39點     |
| 10   | 45-49 | 40點     | 42點     |
| 11   | 50-54 | 40點     | 44點     |
| 12   | 55-59 | 38點     | 41點     |
| 13   | 60-64 | 40點     | 43點     |
| 14   | 65-69 | 41點     | 43點     |
| 15   | 70    | 42點     | 44點     |
| 16   | 71    | 47點     | 50點     |

### 美國
- 2004年，美國芝加哥的WOCH-Ch電視台播放《大長今》，引得很多芝加哥的中產階級每週六晚準時聚集在咖啡館，集體觀看討論劇情。據說除了芝加哥之外，紐約、西雅圖、夏威夷、加利福尼亞等地也有很多劇迷。 [12]

### 中国大陆
- 2005年9月1日起，在中國大陸湖南衛視播出，首播收視份額達到了平均8.6%，這在平常晚到22點才播出的電視劇場收視情況來說是成倍的好成績；而且在中國12個中心大城市中，同時段收視排名位列第一。[13]開播以來，平均收視率穩定在4%，平均收視份額17.3%，收視表現一直穩居同時段的第一位。[14]

### 伊朗
- 2006年10月27日起，於伊朗播出，全國最高收視率達到86%，在德黑蘭更是創下90%以上的收視率。[15]

## 評價
- 一般舆论认为《大长今》内容积极向上。湖南卫视在宣传推介《大长今》时，使用了“青春励志”来形容《大长今》。
- 也有个别人士认为《大长今》讴歌封建王朝制度（源自2005年10月中旬的网上文章 我看《大長今》：做奴才居然做出快感來！[16]），将现实理想化，同时也看不出长今除了一心为母亲报仇之外还有多少志向和抱负，“励志”无从谈起。
- 出于艺术加工的需要，一些剧情对中医及针灸的作用进行了夸张处理，例如神化了针灸对神经系统的功效，使用针灸可以对人体进行麻醉，并且还可以应用到鱼类；由消化系统处理吸收的中药汤剂可以对抗天花病毒等等。
- 但是各种批评中也存在着颠倒黑白、混淆事实的情况：2005年7月，《天涯社区》的一名用户刊文 由韓劇大長今看韓國人無恥的歷史文化剽竊[17]中谈及“（《大长今》）声称韩国人发明了针灸”（实际上是中国古人最先开始使用针灸治疗疾病的），并在同年9月初《大长今》在湖南卫视開展中国大陆首映时，由反韩流人士在网络大面积传播开来。在中国影视界人士张国立在“炮轰韩流”的言论中引用后，迅速进入平面媒体，引起了网络论坛的激烈论战。然而到目前为止的结论是：尽管《大长今》的各种剪辑版本的片源都非常容易获得，没有人能够给出《大长今》中“声称针灸是朝鲜人发明的”的确切、具体的证据；因此，这种批評是没有根据的。《大长今》導演李炳勳接受採訪時，亦加以澄清：“在《大长今》裡，没有说针灸是韩国人发明的。这是误解。中医是从中国传来的，这一点是肯定的；像《本草纲目》、《黄帝内经》等书，一直流传到今天。”
- 《凤凰网》评论文章  《大長今》的平民視角[18]认为，《大长今》特点在于“平民视角”。类似的观点还有：《大长今》的主题是人性、宽容与现代女权主义（不是男性化的女权主义），并非传媒所称的“青春励志”。

## 獎項
| 年度 | 大獎               | 獎項             | 入圍者 | 結果 |
| ---- | ------------------ | ---------------- | ------ | ---- |
| 2003 | 2003 MBC演技大賞   | 大賞             | 李英愛 | 獲獎 |
| 2003 | 2003 MBC演技大賞   | 男演員特別演技賞 | 林玄植 | 獲獎 |
| 2003 | 2003 MBC演技大賞   | 女演員特別演技賞 | 梁美京 | 獲獎 |
| 2003 | 2003 MBC演技大賞   | 作家賞           | 金榮昡 | 獲獎 |
| 2004 | 第40屆百想藝術大賞 | 女子人氣賞       | 梁美京 | 獲獎 |
| 2004 | 第40屆百想藝術大賞 | 導演賞           | 李丙勳 | 獲獎 |

## 軼聞
- 長今一角從宋允兒開始，金荷娜、宋慧喬、張真英和明世彬等女演員均拒絕出演，最後才是由第7順位的李英愛接演。[19][20]
- 飾演韓尚宮的梁美京和飾演崔尚宮的甄美里，當初分配到的角色與正式演出正好相反。韓尚宮原屬意甄美里演出，確定梁美京也要加入後，劇組考慮到外表形象而將倆人的角色互調。原本韓尚宮會在第16集因崔尚宮的陰謀而死亡，因為廣大觀衆對她的熱情支持，甚至發起救韓尚宮的活動，最後才在第27集以死亡收場。[21]
- 在兒時，今英比長今大一、二歲，本是姐妹關係，劇情至成人時期這成為劇組最大的困擾，為了讓整齣戲能順利發展，不得不無視年紀問題，將姐妹關係轉換成朋友關係。此外，最初企劃的今英是妓女出身。[21]
- 德九本來有個和長今差不多大的兒子，可是劇中到成人時代卻突然消失不見了，從第29集德九夫婦的對話得知他們的兒子是因病而死。原本要飾演德九夫婦兒子成人角色的喜劇演員池相烈，後來是以內醫院醫官趙治福登場。[21]
- 饰演长今女儿的小演员实际上在故事前期就有在屏幕中出现，她作为群众演员参与了与小长今宫内生活的演出，“插松子”事件中镜头从当时一众参与选拔的小宫女中掠过时，长今后来的“女儿”以她当时的“同窗”的身分在镜头中一扫而过。
- 《大長今》主題曲"何茫然"，特邀意大利男高音沙費納以雙語演唱了主題曲《何茫然》的韓文版及國際英文版，沙費納特別下功夫反複練習韓語歌詞的正確發音，力求完美。

## 惡搞
由於《大長今》在多個地方大受歡迎，這套劇亦成為了被惡搞的對象。茲詳列如下：
- 香港的手提電話服務商曾推出TVB與英皇娛樂製作的一個下載節目《飛越大長針》，由Twins、梁洛施及關智斌主演；
- 胡恩威的舞台劇《東宮西宮》的第4集《西九龍皇帝》加插了一個環節《大匙羮》，利用各種菜式來諷刺當時的香港政治；
- 台灣中天電視的政治戲仿節目《全民大悶鍋》有一個名為《大長斤》的環節。
- 在中国大陆地区，也有将《大长今》的韩语主题歌《呼唤》（오나라）的谐音恶搞成为“打猪歌（武大郎挨豬打）”等空耳的内容，还有人创作了《大长今》的恶搞漫画。
- 《大长今》播出后，中国大陆地区的许多娱乐节目中有主持人、演员装扮成徐长今和闵政浩的样子来娱乐大众。
- 2006年12月，日本18禁電視頻道「JamCity」計畫與韓國色情片製作公司「QFilm」共同製作一部與《大長今》極為相似的色情片《色女長今》，日本名稱為《官能宮女長今的花園》（官能女官ヂャングムの花園），由導演，由一位知名度不高的韓國AV女優扮演徐長今，分為第一篇《禁忌料理》（禁断の料理編）、第二篇《熱情醫術》（悦楽の医術編）、第三篇與第四篇（當時皆尚未開拍），預計2007年3月24日在日本情趣用品店與韓國色情網站上市。MBC批評該劇侵犯著作權且損害韓國形象，揚言將先與《大長今》日本版權所有者討論再採取法律行動。
- 在菲律賓，《大長今》被當地的著名搞笑節目《Bubble Gang（英语：Bubble Gang）》惡搞成為同性戀版本。
- 广东南方卫视短剧《乘龙怪婿II》第128集（第二季第8集）《金枝欲孽》中，昭君上台演唱一首名为《大长香》的歌曲。[22]

## 動畫版
《大長今》另有動畫版，是韓國第一部由連續劇改編的動畫，以長今的孩童時代為主軸，並加入新的劇情、人物等要素。

## 重拍新版
《大長今》另有翻拍新版，是日本WOWOW、韓國MBC共同出品，以故事講述16世紀朝鮮王朝，長今的青年時代為主軸，並加入新的角色、人物等要素。在韓國拍攝地中，由河合勇人導演執導，大森壽美男編劇執筆，女主角長今由唐田英里佳飾演、男主角閔政浩的坂口健太郎飾演。

## 腳註
1. ↑  “大長今熱”今猶在 田園生活也愜意 （页面存档备份，存于） 朝鮮日報中文網
2. ↑  MBC電視台打造《大長今》特輯慶祝播放十周年 （页面存档备份，存于） 韓聯社
3. 1 2 3
4. ↑  原韓文版中的提調尚宮是稱為「最高尚宮」，中文版的「御膳廚房最高尚宮」只稱為「水剌間（御膳房）尚宮」。
5. ↑  香港譯作「特別尚宮」
6. ↑  韓語丁姓、鄭姓和程姓發音相同（文觀部式：Jeong；馬-賴式：Chŏng）
7. ↑  .   [2022-05-03]. （原始内容存档于2022-06-11）.
8. ↑  . （原始内容存档于2022-02-27）.
9. ↑  《大長今》在日本繼NHK後又在TBS播放 （页面存档备份，存于） 韓國中央日報中文網
10. ↑  《大長今》23日謝幕 平均收視率爲46.2% （页面存档备份，存于） 朝鮮日報
11. ↑  《大長今》台客看11次不嫌膩 重播再登收視王 （页面存档备份，存于） 蘋果日報
12. ↑  美國也被《大長今》深深入迷 （页面存档备份，存于） 朝鮮日報
13. ↑  湖南衛視《大長今》首播 同時段搶佔收視第一 （页面存档备份，存于） 搜狐娛樂
14. ↑  .   [2014-02-08]. （原始内容存档于2020-04-04）.
15. ↑  《大長今》風靡伊朗 最高收視率達86% （页面存档备份，存于） 朝鮮日報中文網
16. ↑  我看《大长今》:做奴才居然做出快感来！.千龙网.2005-10-19
17. ↑  由韩剧大长今看韩国人无耻的历史文化剽窃
18. ↑  《大长今》的平民视角.凤凰网.2005-09-27
19. ↑  大長今一角最初曾邀宋允兒飾演 （页面存档备份，存于） 韓國中央日報中文網
20. ↑  .   [2014-04-25]. （原始内容存档于2019-06-05）.
21. 1 2 3  .   [2014-02-11]. （原始内容存档于2014-02-22）.
22. ↑  .   [2020-07-28]. （原始内容存档于2020-08-20）.

## 外部連結
- 八大電視《大長今》官方網站 （页面存档备份，存于）（繁體中文）
- TVB《大長今》官方網站（页面存档备份，存于）（繁體中文）
- 湖南衛視《大長今》官方網站 （页面存档备份，存于）（简体中文）
- MBC《大長今》官方網站 （页面存档备份，存于）
- NHK《大長今》官方網站（日語）
- TV3《大長今》官方網站（泰文）
- 華視《大長今》官方網站（页面存档备份，存于） （繁體中文）
- 日本《大長今》DVD版官方網站 （页面存档备份，存于）（日語）
- 《大長今》高點綜合台網頁 （页面存档备份，存于）（繁體中文）
- . 中国湖南卫视.   [2018年4月2日]. （原始内容存档于2018年4月2日） （中文（中国大陆））.
- 互联网电影数据库（IMDb）上《大長今》的资料（英文）
- 豆瓣电影上《大长今》的資料 （简体中文）

| MBC 月火劇                           | MBC 月火劇                              | MBC 月火劇 |
| ------------------------------------ | --------------------------------------- | ---------- |
|                                      | 大長今 （2003年9月15日－2004年3月30日） |            |
| 茶母 （2003年7月28日－2003年9月9日） | 火鳥 （2004年4月5日－2004年6月29日）    |            |

| 臺灣 八大戲劇台 星期一至五 21:00 - 22:00 | 臺灣 八大戲劇台 星期一至五 21:00 - 22:00     | 臺灣 八大戲劇台 星期一至五 21:00 - 22:00 |
| ---------------------------------------- | -------------------------------------------- | ---------------------------------------- |
|                                          | 大長今 （2004年5月18日－2004年8月27日）      |                                          |
| 出軌 （2004年4月26日－2004年5月17日）    | 女人天下（重播） （2004年8月30日－時間不明） |                                          |

| 香港 無綫電視翡翠台 星期一至五 22:00 - 23:00                                                                       | 香港 無綫電視翡翠台 星期一至五 22:00 - 23:00 | 香港 無綫電視翡翠台 星期一至五 22:00 - 23:00  |
| --- | -------------------------------------------- | --------------------------------------------- |
| | 大長今 （2005年1月24日－2005年5月1日）       |                                               |
| 皆大歡喜 （2003年5月5日－2005年1月21日）                                                                           | 醫道 （2005年5月2日－2005年7月22日）         |                                               |
| 香港 無綫電視翡翠台 下午劇集時段 星期一至五 14:50 - 15:50 · 7月17日至8月31日 14:50 - 16:20 · 9月18日 14:15 - 15:50 |                                              |                                               |
| 皆大歡喜（時裝版） （2011年8月15日－2012年7月2日）                                                                 | 大長今 （2012年7月3日－2012年9月18日）       | 廉政行動2007 （2012年9月19日－2012年9月24日） |

| 中国大陆 湖南卫视 十点档 每晚 22:00 - 23:30 | 中国大陆 湖南卫视 十点档 每晚 22:00 - 23:30 | 中国大陆 湖南卫视 十点档 每晚 22:00 - 23:30 |
| ------------------------------------------- | ------------------------------------------- | ------------------------------------------- |
|                                             | 大長今 （2005年9月1日－2006年2月16日）      |                                             |
| 金鹰剧场首次调至十点档                      | 金枝欲孽 （2006年2月15日－2006年3月7日）    |                                             |

| 臺灣 華視 星期一至四 22:00 - 23:00           | 臺灣 華視 星期一至四 22:00 - 23:00             | 臺灣 華視 星期一至四 22:00 - 23:00 |
| -------------------------------------------- | ---------------------------------------------- | ---------------------------------- |
|                                              | 大長今 （2009年8月20日－2009年12月22日）       |                                    |
| 宮 野蠻王妃 （2009年6月23日－2009年8月19日） | 大老婆的反擊 （2009年12月23日－2010年8月25日） |                                    |

| 新加坡 星和娱家戏剧台 星期一至五 17:45 - 19:00 | 新加坡 星和娱家戏剧台 星期一至五 17:45 - 19:00 | 新加坡 星和娱家戏剧台 星期一至五 17:45 - 19:00 |
| ---------------------------------------------- | ---------------------------------------------- | ---------------------------------------------- |
|                                                | 大長今 （2012年7月23日－2012年10月26日）       |                                                |
| -                                              | 危險的女人 （2012年10月29日－2013年1月22日）   |                                                |